# Hoy dirige...
"Hoy dirige..." fue un programa de televisión en España que se emitía los miércoles al filo de la medianoche, entre noviembre de 1962 y septiembre de 1963, por el entonces único canal de Televisión Española. Su formato era tan sencillo como la emisión cada día de un cortometraje de un director diferente (aunque algunos repitieron). Su duración era de entre 15 y 30 minutos, dependiendo del corto a emitir. 

## Emisiones
Sobre la base de la programación de Televisión Española publicada en el diario "ABC" (Madrid), y aunque no está completa, ya que no siempre se recogían toda la información referente a los cortometrajes, ofrecemos la lista de emisiones de "Hoy dirige" de las que se tienen datos (70% aproximadamente).
- 19-12-1962: Ana Mariscal
- 26-12-1962: Arturo Ruiz Castillo
- 02-01-1963: Ricardo Blasco (realizador, Gustavo Pérez Puig)
- 23-01-1963: Edgar Neville (realizador, Gustavo Pérez Puig)
- 30-01-1963: Manuel Mur Oti
- 13-02-1963: Rafael L. Ramírez
- 27-02-1963: Mariano Ozores (realizador, Gustavo Pérez Puig)
- 06-03-1963: León Klimowsky
- 13-03-1963: Manuel Mur Oti
- 20-03-1963: León Klimowsky ("La investigación de mamá"; realizador, Gustavo Pérez Puig)
- 27-03-1963: Pedro L. Ramírez ("La gran ciudad"; realizador, Gustavo Pérez Puig)
- 03-04-1963: Pedro L. Ramírez
- 10-04-1963: Manuel Mur Oti
- 17-04-1963: Ramón Fernández (realizador, Gustavo Pérez Puig)
- 24-04-1963: Ramón Blasco (guion, Manuel Ruiz Castillo; realizador, Gustavo Pérez Puig)
- 08-05-1963: León Klimowsky
- 22-05-1963: José Luis Monter
- 29-05-1963: José Luis Gamboa
- 05-06-1963: Manuel Summers (versión libre de "El manantial de la doncella" de Bergman)
- 12-06-1963: Manuel Summers (versión libre de "El manantial de la doncella" de Bergman)
- 19-06-1963: José Luis Monter
- 26-06-1963: José Luis Viloria
- 03-07-1963: José María Zabalda ("Departamento 27"; realizador, Gustavo Pérez Puig)
- 17-07-1963: Agustín Navarro ("Pobre... pero honrado"; guion, J. L. Díez)
- 24-07-1963: José Luis Monter ("Las tres chicas y el violinista"; guion, Alfredo Marqueríe; realizador, Gustavo Pérez Puig)
- 31-07-1963: Javier Seto ("El beso"; realizador, Gustavo Pérez Puig)
- 07-08-1963: José María Elorrieta (realizador, Gustavo Pérez Puig)
- 14-08-1963: Mariano Ozores ("Recuerdo de verano"; realizador, Gustavo Pérez Puig)
- 21-08-1963: Clemente Pamplona ("Pudo suceder")
- 28-08-1963: Agustín Navarro ("Cerrado por vacaciones"; guion, Rafael Sánchez Campoy)
- 04-09-1963: Carlos Serrano de Osma ("El desbarajuste")
- 11-09-1963: Javier Seto
- 18-09-1963: Carlos Serrano de Osma ("Carta de la Madre Eucaristía")
- 25-09-1963: Ricardo Blasco

- Datos: Q5903658